# Бустан (Каракалпакстан)
Бустан (узб. Boʻston / Бўстон, каракалп. Bustan / Бустан) — город в Каракалпакстане (Узбекистан), административный центр Элликкалинского района.
Статус города — с 1983 года (с 1970-х годов имел статус посёлка городского типа). Расположен в 13 км от железнодорожной станции Элликкала (на линии Нукус — Мискин).

## Промышленность
В городе размещены предприятия лёгкой промышленности.

## Население
| 1979 | 1989 |
| ---- | ---- |
| 1021 | 8488 |